# 47005 Chengmaolan
47005 Chengmaolan è un asteroide della fascia principale. Scoperto nel 1998, presenta un'orbita caratterizzata da un semiasse maggiore pari a 2,7049335 UA e da un'eccentricità di 0,2043385, inclinata di 1,76239° rispetto all'eclittica.